# Crion
Crion és un municipi francès situat al departament de Meurthe i Mosel·la i a la regió del Gran Est. L'any 2007 tenia 92 habitants.

## Demografia

### Població
El 2007 la població de fet de Crion era de 92 persones. Hi havia 39 famílies, de les quals 12 eren unipersonals (4 homes vivint sols i 8 dones vivint soles), 15 parelles sense fills, 8 parelles amb fills i 4 famílies monoparentals amb fills.
La població ha evolucionat segons el següent gràfic:
Habitants censats

### Habitatges
El 2007 hi havia 42 habitatges, 37 eren l'habitatge principal de la família i 6 estaven desocupats. 39 eren cases i 4 eren apartaments. Dels 37 habitatges principals, 30 estaven ocupats pels seus propietaris, 5 estaven llogats i ocupats pels llogaters i 2 estaven cedits a títol gratuït; 1 tenia una cambra, 4 en tenien tres, 8 en tenien quatre i 24 en tenien cinc o més. 33 habitatges disposaven pel capbaix d'una plaça de pàrquing. A 14 habitatges hi havia un automòbil i a 18 n'hi havia dos o més.

### Piràmide de població
La piràmide de població per edats i sexe el 2009 era:
| Homes | Edats   | Dones |
| ----- | ------- | ----- |
| 0     | 95 o +  | 0     |
| 0     | 90 a 94 | 0     |
| 1     | 85 a 89 | 3     |
| 1     | 80 a 84 | 3     |
| 5     | 75 a 79 | 4     |
| 0     | 70 a 74 | 3     |
| 1     | 65 a 69 | 0     |
| 1     | 60 a 64 | 1     |
| 5     | 55 a 59 | 3     |
| 3     | 50 a 54 | 2     |
| 4     | 45 a 49 | 6     |
| 6     | 40 a 44 | 4     |
| 1     | 35 a 39 | 2     |
| 4     | 30 a 34 | 2     |
| 2     | 25 a 29 | 4     |
| 2     | 20 a 24 | 2     |
| 4     | 15 a 19 | 4     |
| 4     | 10 a 14 | 4     |
| 3     | 5 a 9   | 1     |
| 2     | 0 a 4   | 4     |

## Economia
El 2007 la població en edat de treballar era de 63 persones, 44 eren actives i 19 eren inactives. De les 44 persones actives 43 estaven ocupades (22 homes i 21 dones) i 1 aturada (1 dona i 1 dona). De les 19 persones inactives 7 estaven jubilades, 8 estaven estudiant i 4 estaven classificades com a «altres inactius».
Activitats econòmiques
Dels 4 establiments que hi havia el 2007, 1 era d'una empresa alimentària, 2 d'empreses de construcció i 1 d'una empresa d'informació i comunicació.
L'any 2000 a Crion hi havia 6 explotacions agrícoles que ocupaven un total de 696 hectàrees.

## Poblacions més properes
El següent diagrama mostra les poblacions més properes.